# Yoon Ji-su
Yoon Ji-su (koreanisch 윤지수; * 24. Januar 1993 in Busan) ist eine südkoreanische Säbelfechterin.

## Erfolge
Yoon Ji-su gab im Februar 2011 ihr internationales Debüt beim Grand-Prix-Turnier in Orléans und wurde bereits ein Jahr später in Wakayama sowohl im Einzel als auch mit der südkoreanischen Mannschaft Erste bei den Asienmeisterschaften. Ein Jahr darauf verteidigte sie in Shanghai im Mannschaftswettbewerb den Titel. Nach einem zweiten Platz in Suwon im Jahr 2014 wurde Yoon 2015 in Singapur zum dritten Mal Asienmeisterin mit der Mannschaft. Darüber hinaus war Yoon 2014 Teil der südkoreanischen Delegation bei den Asienspielen in Incheon, wo sie mit Kim Ji-yeon, Lee Ra-jin und Hwang Seon-a die Goldmedaille gewann. 2016 sicherte sich Yoon in Wuxi bei den Asienmeisterschaften im Einzel Silber, während sie mit der Mannschaft Bronze gewann. Im selben Jahr gab sie in Rio de Janeiro als Teil der südkoreanischen Mannschaft auch ihr Olympiadebüt. Nach einer Auftaktniederlage gegen die Ukraine und einem Sieg gegen Frankreich belegten die Südkoreanerinnen aufgrund eines abschließenden 45:41-Sieges gegen Polen den fünften Platz.
2017 sicherte sich Yoon ihre erste Medaille bei Weltmeisterschaften. In Leipzig wurde sie mit der Mannschaft nach einer klaren 27:45-Finalniederlage gegen Italien Vizeweltmeisterin. Auch bei den Asienmeisterschaften 2017 in Hongkong wurde sie mit der Mannschaft Zweite, was sie 2018 in Bangkok wiederholte. Die Weltmeisterschaften 2018 in Wuxi beendeten die Südkoreanerinnen um Yoon auf Rang drei. Noch erfolgreicher verliefen in dem Jahr die Asienspiele in Jakarta. In der Mannschaftskonkurrenz gelang den Südkoreanerinnen erneut der Gesamtsieg, diesmal sicherte sich Yoon die Goldmedaille mit Choi Soo-yeon, Hwang Seon-a und Kim Ji-yeon. In der darauffolgenden Saison gewann sie mit der Mannschaft bei den Weltmeisterschaften in Budapest die Bronze- und bei den Asienmeisterschaften in Chiba die Silbermedaille. Darüber hinaus wurde sie im Einzel zum zweiten Mal nach 2012 Asienmeisterin.
Bei den 2021 ausgetragenen Olympischen Spielen 2020 in Tokio war Yoon für zwei Wettbewerbe qualifiziert. Im Einzelwettbewerb besiegte sie zunächst in der ersten Runde die Italienerin Martina Criscio mit 15:11, ehe sie im Achtelfinale gegen Zaynab Dayibekova aus Usbekistan mit 12:15 ausschied. In der Mannschaftskonkurrenz bildete Yoon mit Choi Soo-yeon, Kim Ji-yeon und Seo Ji-yeon ein Team. Mit 45:40 setzten sie sich in der Auftaktrunde gegen die ungarische Équipe durch, ehe gegen die unter dem Namen „ROC“ antretende russische Mannschaft im Halbfinale mit 26:45 eine Niederlage folgte. Im Duell um die Bronzemedaille trafen die Südkoreanerinnen auf die italienische Mannschaft und wurden dank eines 45:42-Erfolges schließlich Dritte. Bei den 2023 ausgetragenen Asienspielen 2022 in Hangzhou gewann sie im Einzel die Gold- und mit der Mannschaft die Bronzemedaille. Bei den Olympischen Spielen 2024 in Paris startete Yoon erneut in zwei Wettbewerben. In der Einzelkonkurrenz schied sie im Achtelfinale mit 9:15 gegen die Französin Manon Apithy-Brunet aus. Im Mannschaftswettbewerb erreichte sie gemeinsam mit Choi Se-bin, Jeon Ha-young und Jeon Eun-hye das Finale, nachdem in der ersten Runde die Vereinigten Staaten mit 45:35 und im anschließenden Halbfinale Frankreich mit 45:36 bezwungen wurden. Dort trafen die Südkoreanerinnen auf die Équipe der Ukraine, der sie mit 42:45 unterlagen und damit die Silbermedaille gewannen.
Yoon hat einen Masterabschluss in Sportmanagement von der Kookmin-Universität in Seoul. Ihr Vater Yoon Hak-kil nahm mit der südkoreanischen Baseballmannschaft am Demonstrationswettbewerb der Olympischen Spiele 1984 in Los Angeles. Später wurde er auch Trainer der Nationalmannschaft.